# Arthur Schwab
Arthur Tell Schwab (Bortewitz, 4 september 1896 — Siglingen, 27 februari 1945) was een Zwitsers atleet, die gespecialiseerd was in het snelwandelen.
Op de Olympische Spelen van 1936 in Berlijn won hij een zilveren medaille op het onderdeel 50 km snelwandelen in een tijd van 4:32.09,2. Hij finishte hiermee achter de Brit Harold Whitlock (goud) en voor de Let Adalberts Bubenko (brons). In 1934 behaalde hij eveneens een zilveren medaille op het Europees kampioenschap achter de Let Jânis Dalinš (goud) en voor de Italiaan Ettore Rivolta (brons).
Fritz Schwab, de zoon van Arthur Schwab is eveneens een sterk snelwandelaar. Hij won een zilveren medaille op de Olympische Spelen van 1948 op het onderdeel 10.000 meter snelwandelen.

## Persoonlijke records
| Onderdeel          | Tijd    | Jaar |
| ------------------ | ------- | ---- |
| 10 km snelwandelen | 46.02,0 | 1936 |
| 50 km snelwandelen | 4:31.32 | 1935 |

## Palmares

### 50 km snelwandelen
- 1934:  EK - 4:53.09
- 1936:  OS - 4:32.09,2